# لرمونتوف ۲۲۲۲
سیارک ۲۲۲۲ (به انگلیسی: 2222 Lermontov، نامگذاری:1977ST1) دو هزار و دویست و بیست و دومین سیارک کشف شده‌است که در ۱۹ سپتامبر ۱۹۷۷ کشف شد.
قدر مطلق سیارک برابر ۱۱٫۴۰ است.